# Germplasm Resources Information Network
Germplasm Resources Information Network eller GRIN er et projekt under USA's landbrugsministerium. Her opsamler man alle oplysninger om arternes arvelige egenskaber. GRIN har nu udvidet sit mandat til også at indsamle oplysninger om arveforholdene hos insekter, mikrober og dyr.
Netstedet er en kilde til oplysninger om taksonomi, naturlig udbredelse og botaniske navne for flere end 10.000 plantearter..
Stedet vedligeholdes af GRINs styringsenhed (”Database Management Unit”).

## Eksternt link
- GRINs søgeadgang Arkiveret 15. oktober 2004 hos  Wayback Machine (familier og slægter) (engelsk)